# Luigi Taparelli d'Azeglio
Luigi Taparelli d'Azeglio, nato Prospero Taparelli d'Azeglio (Torino, 24 novembre 1793 – Roma, 21 settembre 1862), è stato un gesuita, filosofo e sociologo italiano.
Coniò il termine giustizia sociale, successivamente ripreso e sviluppato da Antonio Rosmini (1848) nel saggio La Costituzione secondo la giustizia sociale e da John Stuart Mill nel saggio Utilitarianism. Taparelli d'Azeglio è stato anche uno dei primi teorici del principio di sussidiarietà.

## Biografia
Era il quarto degli otto figli di Cesare, conte di Lagnasco e marchese di Montanera, diplomatico della corte di Vittorio Emanuele I, e di Cristina Morozzo della Rocca dei marchesi di Bianzè. Alla nascita gli fu imposto il nome di Prospero che, divenuto gesuita, cambiò in Luigi. I fratelli Massimo e Roberto furono politici e senatori del Regno.
Maturò la propria vocazione religiosa a seguito di un corso di esercizi spirituali dettati dal venerabile Pio Brunone Lanteri (1759-1830), fondatore della congregazione degli Oblati di Maria Vergine. Studiò nel Collegio Tolomei di Siena e poi nell'Ateneo di Torino fino al 1809. 
Entrato nel seminario di Torino, quando il padre fu inviato come diplomatico alla corte di Pio VII si trasferì con lui a Roma e fu ammesso nel noviziato dei gesuiti di Sant'Andrea al Quirinale.
Fu ordinato sacerdote nel 1820. Iniziò a studiare negli anni 1824-29 la filosofia di San Tommaso d'Aquino, studio che continuò a Napoli negli anni 1829-32.
Nel 1833 fu destinato al Collegio Massimo di Palermo dove insegnò lingua francese per poi assumere la cattedra di diritto naturale.
Nel 1840-1843 pubblicò con i tipi della Stamperia d'Antonio Muratori di Palermo il suo testo più importante, il Saggio teoretico di dritto naturale appoggiato sul fatto, considerato a quel tempo una vera enciclopedia di morale, diritto e scienza politica.
Nel 1850 ricevette da papa Pio IX il permesso di cofondare con il padre Carlo Maria Curci La Civiltà Cattolica, rivista della Compagnia di Gesù, ove scrisse per venti anni per poi assumerne la direzione nell'ultimo periodo della vita. I suoi oltre duecento articoli pubblicati sulla rivista furono tutti caratterizzati da un contenuto tale da meritargli il titolo di «martello delle concezioni liberali»(Antonio Messineo).
Morì a Roma il 21 settembre 1862.

## Pensiero
Era preoccupato soprattutto dai problemi che nascevano dalla rivoluzione industriale. Il suo insegnamento sociale influenzò papa Leone XIII nella stesura dell'enciclica Rerum novarum sulla condizione dei lavoratori.
Proponeva di riprendere gli insegnamenti della scuola filosofica tomista. A partire dal 1825 portò avanti questa convinzione, ritenendo che la filosofia soggettiva di Cartesio portasse a errori drammatici nella moralità e nella politica. Argomentava che mentre la differenza di opinioni sulle scienze naturali non ha nessun effetto sulla natura, al contrario idee metafisicamente poco chiare sull'umanità possono portare al caos nella società.
A quel tempo la Chiesa cattolica non aveva una visione sistematica chiara sui grandi cambiamenti sociali apparsi all'inizio del XIX secolo in Europa, la qual cosa portava molta confusione tra la gerarchia ecclesiastica e il laicato. In risposta a tale problema, Taparelli applicò, in maniera coerente, i metodi del tomismo alle scienze sociali. Dalle pagine de La Civiltà Cattolica attaccò la tendenza a separare la legge positiva dalla morale e lo "spirito eterodosso" della libertà di coscienza che, a suo avviso, distruggeva l'unità della società.
Termini chiave della sua opera sono socialità e sussidiarietà. Vedeva la società non come un gruppo monolitico di individui, ma come un insieme di varie sub-società disposte in diversi livelli, ciascuna formata da individui. Ogni livello di società ha sia diritti che doveri, ognuno dei quali deve essere riconosciuto e valorizzato. Ogni livello di società deve cooperare razionalmente e non fomentare competizione e conflitti.
Dopo l'istituzione della Società delle Nazioni, Taparelli d'Azeglio ne vanne considerato un precursore. Sua fu l'idea di un'autorità universale – da lui chiamata "etnarchia" – con il ruolo di tribunale e di arbitrio, che potesse proteggere ogni nazione dalle minacce esterne. Taparelli d'Azeglio continuò a fungere da autorevole guida al pensiero cattolico in materia di pace e guerra ancora nel Novecento.

## Opere
- L. Taparelli d’Azeglio, Saggio teoretico di diritto naturale appoggiato sul fatto, 2 voll., Edizioni della «Civiltà Cattolica», Roma 1949 [Palermo 1840].
- Luigi Taparelli d'Azeglio, Della nazionalità, Genova, Tipografia de' fratelli Ponthenier, 1847. URL consultato il 3 ottobre 2019.
- La Legge fondamentale d'organizzazione nella società, in Gabriele De Rosa, I Gesuiti in Sicilia e la rivoluzione del '48, con documenti sulla condotta della Compagnia di Gesù e scritti inediti di Luigi Taparelli d'Azeglio, Roma, Edizioni di Storia e Letteratura, 1963, pp. 166–188.
- La libertà tirannia. Saggi sul liberalesimo risorgimentale, Piacenza, Edizioni di Restaurazione Spirituale, 1960. Raccolta di articoli pubblicati su La Civiltà Cattolica nel 1861, a cura di Carlo Emanuele Manfredi e Giovanni Cantoni; e un'ampia antologia, in Gianfranco Legitimo, Sociologi cattolici italiani. De Maistre - Taparelli - Toniolo, Roma, Volpe, 1963, pp. 137–253.

## Studi
- S. T., Per il centenario della nascita del P. Luigi Taparelli d'Azeglio, in Rivista Internazionale di Scienze Sociali e Discipline Ausiliarie, vol. 3, 1893,  pp. 505-524, JSTOR 41564120.
- Giuseppe Graneris, I caratteri del diritto naturale nel «Saggio» del P. Taparelli, in Rivista di filosofia neo-scolastica, vol. 33, n. 4, 1941,  pp. 355-378, JSTOR 43066508.
- Antonino Messineo S.J., Il P. Luigi Taparelli d'Azeglio e il Risorgimento italiano, in La Civiltà Cattolica, anno 99, vol. 3°, quaderno 2356, 21 agosto 1948, pp. 373–386; e quaderno 2357, 4 settembre 1948, pp. 492–502.
- A. Perego, Autocritica Taparelliana nella questione dell'origine dell'autorità, in Gregorianum, vol. 31, n. 1, 1950,  pp. 125-137, JSTOR 23570232.
- Battista Pasinetti, La dottrina del bello nel pensiero di P. Taparelli d'Azeglio, in Rivista di filosofia neo-scolastica, vol. 50, 1958,  pp. 496-517, JSTOR 43067715.
- Gianfranco Legitimo, Sociologi cattolici italiani. De Maistre - Taparelli - Toniolo, Roma, Volpe, 1963, pp. 30–51.
- Gabriele De Rosa, I Gesuiti in Sicilia e la rivoluzione del '48, con documenti sulla condotta della Compagnia di Gesù e scritti inediti di Luigi Taparelli d'Azeglio, Roma, Edizioni di Storia e Letteratura, 1963.
- Carlo Ferraris, Religione e Stato nel «Saggio» del P. Luigi Taparelli, in Divus Thomas, vol. 68, 1965,  pp. 384-397, JSTOR 45076490.
- A. Perego, La «Miscellanea Taparelli», in Divus Thomas, vol. 68, n. 1, 1965,  pp. 119-128, JSTOR 45077424.
- Pierre Thibault, Savoir et pouvoir. Philosophie thomiste et politique cléricale au XIXe siècle, Québec 1972.
- Maria Rosa Di Simone, Stato e ordini rappresentativi nel pensiero di Luigi Taparelli d'Azeglio, «Rassegna storica del Risorgimento», 1976, 63, pp. 139-51.
- Giovanni Miccoli, Chiesa e società in Italia fra Ottocento e Novecento: il mito della cristianità, in Id., Fra mito della cristianità e secolarizzazione, Casale Monferrato 1985, pp. 21-92.
- Francesco Traniello, La polemica Gioberti-Taparelli sull'idea di nazione, in Id., Da Gioberti a Moro. Percorsi di una cultura politica, Milano 1990, pp. 43-62.
- Francesco Traniello, Religione, Nazione e sovranità nel Risorgimento italiano, «Rivista di storia e letteratura religiosa», 1992, 28, pp. 319-68.
- Luigi Di Rosa, Luigi Taparelli. L'altro d'Azeglio, Milano, Cisalpino, 1993.
- Emma Abbate, Luigi Taparelli D'Azeglio e l’istruzione nei collegi gesuitici del XIX secolo, «Archivio storico per le province napoletane», 1997, 115, pp. 467-516.
- Thomas Behr, Luigi Taparelli’s Natural Law Approach to Social Economics, in Journal des Économistes et des Études Humaines, vol. 13, n. 2, 2003,  pp. 1-23, DOI:10.2202/1145-6396.1093.
- Saggio teoretico di dritto naturale appoggiato sul fatto, 5 voll., Palermo, Stamperia d'Antonio Muratori, 1840-1843.